# D'oh!
Pour les articles homonymes, voir Doh.
« D'oh! » est une expression récurrente d'Homer Simpson dans les versions originale et québécoise de la série animée Les Simpson, également prononcée « T'oh! » dans la version française.

« D'oh! »

Homer utilise notamment cette onomatopée après avoir commis une gaffe ou une idiotie, lorsqu'il se blesse ou encore lorsqu'il est désagréablement surpris. Il peut arriver que d'autres personnages utilisent cette expression, notamment Bart, Lisa ou bien les parents de Homer, Mona et Abraham.

## Historique
Durant la session d'enregistrement de voix pour un court métrage du Tracey Ullman's Show (en), Homer devait prononcer ce que le script désignait comme un « grognement agacé » (annoyed grunt). Dan Castellaneta a alors interprété un « d'ooooooh » allongé, inspiré par James Finlayson, un acteur apparaissant dans trente-trois films de Laurel et Hardy. Finlayson avait utilisé cette expression comme un juron raccourci pour remplacer le mot « Damn! ». Matt Groening a estimé qu'il serait meilleur pour le minutage de l'animation que le « d'ooooooh » soit dit plus rapidement. Castellaneta l'a donc raccourci en un plus rapide « d'oh! ». La première utilisation du d'oh! a eu lieu dans le court métrage The Krusty the Clown Show, en 1989 et cette onomatopée est utilisée dans la série dès le premier épisode, Noël mortel, diffusé la même année.

## Doublage
Dans la version française, c'est l'expression phonétique t’oh! qui est utilisée, à la suite d'une erreur de Philippe Peythieu lors du casting de la voix (il n'arrivait pas à prononcer l'expression avec le « d »),. Contrairement à son homologue français, l'acteur Hubert Gagnon, qui double Homer Simpson dans la version québécoise de la série, prononce bien « D'oh! ».

## Dictionnaire
En 2001, « d'oh! » fut ajouté à l'Oxford English Dictionary, mais sans l'apostrophe : « doh ». La définition du mot est « expression de frustration lors de la prise de conscience que les choses ont mal tourné ou de façon imprévue, ou que l'on a fait ou dit quelque chose de stupide » (« expressing frustration at the realization that things have turned out badly or not as planned, or that one has just said or done something foolish »). En 2006, d'oh! a été classé sixième sur le classement établi par TV Land des cent plus grandes expressions récurrentes de la télévision,. D'oh! est aussi inclus dans le Oxford Dictionary of Quotations (en), au même titre que d'autres citations tirées des Simpson.